# Gustaf Wachschlager
Gustaf Wachschlager, född den 13 september 1728, död den 10 mars 1812 i Stockholm, var en svensk hovman, lanthushållare och politiker. Han var brorsons son till Georg Wachschlager. Hans enda dotter blev gift med skalden Johan Gabriel Oxenstierna. 
Wachschlager, som i övrigt delade sin tid mellan skötseln av sin egendom Lennartsnäs i Uppland och tjänstgöring vid hovet, där han 1767–1778 var ceremonimästare hos prinsessan Sofia Albertina och 1792 blev hovmarskalk, har i övrigt mest gjort sig känd för sin långvariga riksdagsmannaverksamhet. Denna började under frihetstiden, då Wachschlager ställde sig i Mössornas läger. Han blev också vid 1765–1766 års riksdag invald i det stora deputationens lagutskott, som utarbetade vår första tryckfrihetsförordning. Under Gustav III:s regering intog han en framskjuten plats inom det oppositionella lantpartiet och var vid 1786 års riksdag ledamot av statsutskottet samt 1789 av bevillningsutskottet.